# Centris rhodophthalma
Centris rhodophthalma là một loài Hymenoptera trong họ Apidae. Loài này được Pérez mô tả khoa học năm 1911.